# ألف كلمة (فلم)
ألف كلمة (بالإنجليزية: A Thousand Words) هو فيلم كوميدي تم إنتاجه في الولايات المتحدة وصدر في سنة 2012. الفيلم من إخراج براين روبنز وكتابة ستيف كورين. من بطولة إيدي ميرفي وكيري واشنطن وكلارك دوك وكليف كورتس وأليسون جاني.

## القصة
قصة الفيلم عن «ميرفي» وكيل ادبي موهبته الكلام يحاول استغلال ساحر لتنفيذ مطامعه
لكنه اكتشف أن كل السحر انقلب عليه ونمو شجرة هائلة بمنزله كلما تكلم كلمه تسقطً ورقه من الشجرة حتي يتعلم قيمه الكلام الذي يتكلمه وتوابعه

## الممثلون والشخصيات
- إيدي ميرفي (بدور: جاك مكال)
- كيري واشنطن (بدور: كارولين مكال)
- كلارك دوك (بدور: آرون)
- كليف كورتس (بدور: دكتور سينجا)
- أليسون جاني (بدور: سامانثا ديفيس)

## الميزانية والإيرادات
بلغت تكلفة إنتاج الفيلم حوالي 40 مليون دولار بينما حقق أرباحا تقدر بـ 22,044,277 دولار.

## روابط خارجية
- فيلم ألف كلمة على موقع IMDb (الإنجليزية)
- فيلم ألف كلمة على موقع ميتاكريتيك (الإنجليزية)
- فيلم ألف كلمة على موقع روتن توميتوز (الإنجليزية)
- فيلم ألف كلمة على موقع نتفليكس (الإنجليزية)
- فيلم ألف كلمة على موقع قاعدة بيانات الأفلام العربية
- فيلم ألف كلمة على موقع ألو سيني (الفرنسية)
- فيلم ألف كلمة على موقع أول موفي (الإنجليزية)
- فيلم ألف كلمة على موقع بوكس أوفيس موجو (الإنجليزية)
- فيلم ألف كلمة على موقع فيلمافينيتي (الإسبانية)
- فيلم ألف كلمة على موقع قاعدة بيانات الأفلام السويدية (السويدية)

1. بيانات فيلم A Thousand Words من قاعدة بيانات الأفلام IMDb